# Theope
Theope es un género de mariposas de la familia Riodinidae.

## Descripción
La especie tipo es Polyommatus terambus Godart, 1824, según designación posterior realizada por Scudder en 1875.

## Diversidad
Existen 58 especies reconocidas en el género, todas ellas tienen distribución neotropical.

## Plantas hospederas
Las especies del género Theope se alimentan de plantas de las familias Malvaceae, Fabaceae, Urticaceae, Convolvulaceae, Euphorbiaceae, Cochlospermaceae, Combretaceae, Dilleniaceae, Bignoniaceae, Verbenaceae, Malpighiaceae, Myrtaceae, Anacardiaceae, Olacaceae, Polygonaceae, Proteaceae, Rubiaceae, Rutaceae, Salicaceae, Santalaceae, Chrysobalanaceae, Vochysiaceae. Las plantas hospederas reportadas incluyen los géneros Theobroma, Cassia, Cecropia, Inga, Maripa, Omphalea, Pseudobombax, Cochlospermum, Combretum, Terminalia, Curatella, Davilla, Cydista, Pachira, Andira, Cojoba, Gliricidia, Pithecellobium, Albizia, Senna, Zygia, Aegiphila, Byrsonima, Hiraea, Hampea, Eugenia, Spondias, Psidium, Schoepfia, Hieronima, Triplaris, Roupala, Coutarea, Psychotria, Citrus, Casearia, Guazuma, Phoradendron, Licania, Vochysia.